# Liste der Erzbischöfe von Uppsala
Die folgenden Personen waren Bischöfe und Erzbischöfe von Uppsala (Schweden):
Über die Bischöfe aus den wenigen Jahrzehnten vor der Erhebung zum Erzbistum liegen keine gesicherten Kenntnisse vor. Namentlich bekannt ist nur Heinrich von Uppsala (nach der Überlieferung der vierte Bischof), dessen Existenz jedoch umstritten ist. Erst ab 1164 liegt eine lückenlose Bischofsliste vor.

## Ordinarien

### Katholische Ortsbischöfe
1. 1164–1185 Stefan
2. 1185–1187 Johan
3. 1187–1197 Petrus
4. 1198–1206 Olov Lambatunga
5. 1207–1219 Valerius
6. 1219 (1224)–1234 Olov Basatömer
7. 1236–1255 Jarler
8. 1255–1267 Lars
9. 1274–1277 Folke Johansson
10. 1278–1281 Jakob Israelsson
11. 1281–1284 Johann Odulfsson
12. 1285–1289 Magnus Bosson
13. 1289–1291 Johan
14. 1292–1305 Nils Allesson
15. 1308–1314 Nils Kettilsson
16. 1315–1332 Olov Björnsson
17. 1332–1341 Petrus Filipsson
18. 1341–1351 Heming Nilsson
19. 1351–1366 Petrus Torkilsson
20. 1366–1383 Birger Gregersson
21. 1383–1408 Henrik Karlsson (Uppsala)
22. 1408–1421 Jöns Gerekesson (Johannes Gerechini)
23. 1421–1432 Johann Håkansson
24. 1432–1438 Olov Larsson (Olaus Laurentii)
25. 1433–1434 Arnold von Bergen
26. 1438–1448 Nils Ragvaldsson (Nikolaus Ragvaldi)
27. 1448–1467 Jöns Bengtsson Oxenstierna
28. 1468–1469 Tord Pedersson
29. 1469–1515 Jakob Ulvsson
30. 1515–1517 Gustav Trolle
31. 1520–1521 Gustav Trolle (unter dänischer Verwaltung)
32. 1523–1544 Johannes Magnus (letzter katholischer Erzbischof in Schweden, ab 1526 im Exil)
33. 1544–1557 Olaus Magnus (im Exil)

### Lutherische Ortsbischöfe

#### Erzbischöfe
1. 1531–1573 Laurentius Petri (Nericius)
2. 1575–1579 Laurentius Petri Gothus
3. 1583–1591 Andreas Laurentii Björnram
4. 1593–1599 Abraham Angermannus
5. 1599–1600 Nicolaus Olai Bothniensis
6. 1601–1609 Olaus Martini (Olof Mårtensson)
7. 1609–1636 Petrus Kenicius
8. 1637–1646 Laurentius Paulinus Gothus
9. 1647–1669 Johannes Canuti Lenaeus
10. 1670–1676 Lars Stigzelius
11. 1677–1681 Johannes Baazius der Jüngere
12. 1681–1700 Olaus Svebilius (Olov Svebilius)
13. 1700–1709 Erik Benzelius der Ältere
14. 1711–1714 Haquin Spegel
15. 1714–1730 Mattias Steuchius
16. 1730–1742 Johannes Steuchius (Johannes Steuch)
17. 1742–1743 Erik Benzelius der Jüngere
18. 1744–1747 Jakob Benzelius
19. 1747–1758 Henrik Benzelius
20. 1758–1764 Samuel Troilius
21. 1764–1775 Magnus Beronius
22. 1775–1786 Karl Fredrik Mennander
23. 1786–1803 Uno von Troil
24. 1805–1819 Jakob Axelsson Lindblom
25. 1819–1836 Carl von Rosenstein
26. 1837–1839 Johan Olof Wallin
27. 1839–1851 Carl Fredrik af Wingård
28. 1852–1855 Hans Olov Holmström
29. 1856–1870 Henrik Reuterdahl
30. 1870–1900 Anton Niklas Sundberg
31. 1900–1913 Johan August Ekman
32. 1914–1931 Nathan Söderblom
33. 1931–1950 Erling Eidem
34. 1950–1958 Yngve Torgny Brilioth
35. 1958–1967 Gunnar Hultgren
36. 1967–1972 Ruben Josefson
37. 1972–1983 Olof Sundby
38. 1983–1990 Bertil Werkström

#### Bischöfe
1990 wurde ein zweites Bischofsamt eingerichtet, damit der Erzbischof sich vorrangig seinen Pflichten innerhalb der  Gesamtkirche widmen kann.
1. 1990–2000 Tord Harlin
2. 2000–2019  Ragnar Persenius
3. seit 2019 Karin Johannesson

## Leitende Bischöfe der Schwedischen Kirche
1. 1990–1993  Erzbischof Bertil Werkström
2. 1993–1997  Erzbischof Gunnar Weman
3. 1997–2006  Erzbischof K. G. Hammar
4. 2006–2014  Erzbischof Anders Wejryd
5. 2014–2022  Erzbischöfin Antje Jackelén
6. seit 2022  Erzbischof Martin Modéus